# Общество с ограниченной ответственностью (Польша)
Sp. z o.o. (Spółka z ograniczoną odpowiedzialnością) — польское общество с ограниченной ответственностью. Является самым популярным способом ведения бизнеса Польши. Аналоги также присутствуют в России (ООО), в Украине (ТОВ), в англоязычных странах (Limited Liability Company, сокр. LLC), в Чехии (Společnost z Ručením Omezením, сокр. S.R.O) и Германии (Gesellschaft mit beschränkter Haftung, сокр. GmBH).

## Регистрация
Регистрация общества с ограниченной ответственностью в Польше проходит в присутствие польского нотариуса и через онлайн-портал Министерства юстиции S24. Нотариус при встрече с соучредителем заверяет договор учреждения фирмы umowa spółki.
Соучредитель, в свою очередь, подтверждает свою личность путём подписки электронных документов. Договор создаётся только на основании предлагаемых шаблонов. В случае недостатков шаблонов соучредитель может получить юридическую консультацию.
По окончании регистрации компании общество с ограниченной ответственностью получает номер KRS и регистрируется в судебном реестре.

## Минимальные требования к Sp. z o.o.
- компания (штаб-квартира)
- предмет деятельности
- размер уставного капитала
- информация об имении партнёром более одной акции
- количество и стоимость партнёрских акций
- продолжительность компании (в случае её отметки)